# Nordwestdeutscher Fahrzeugbau

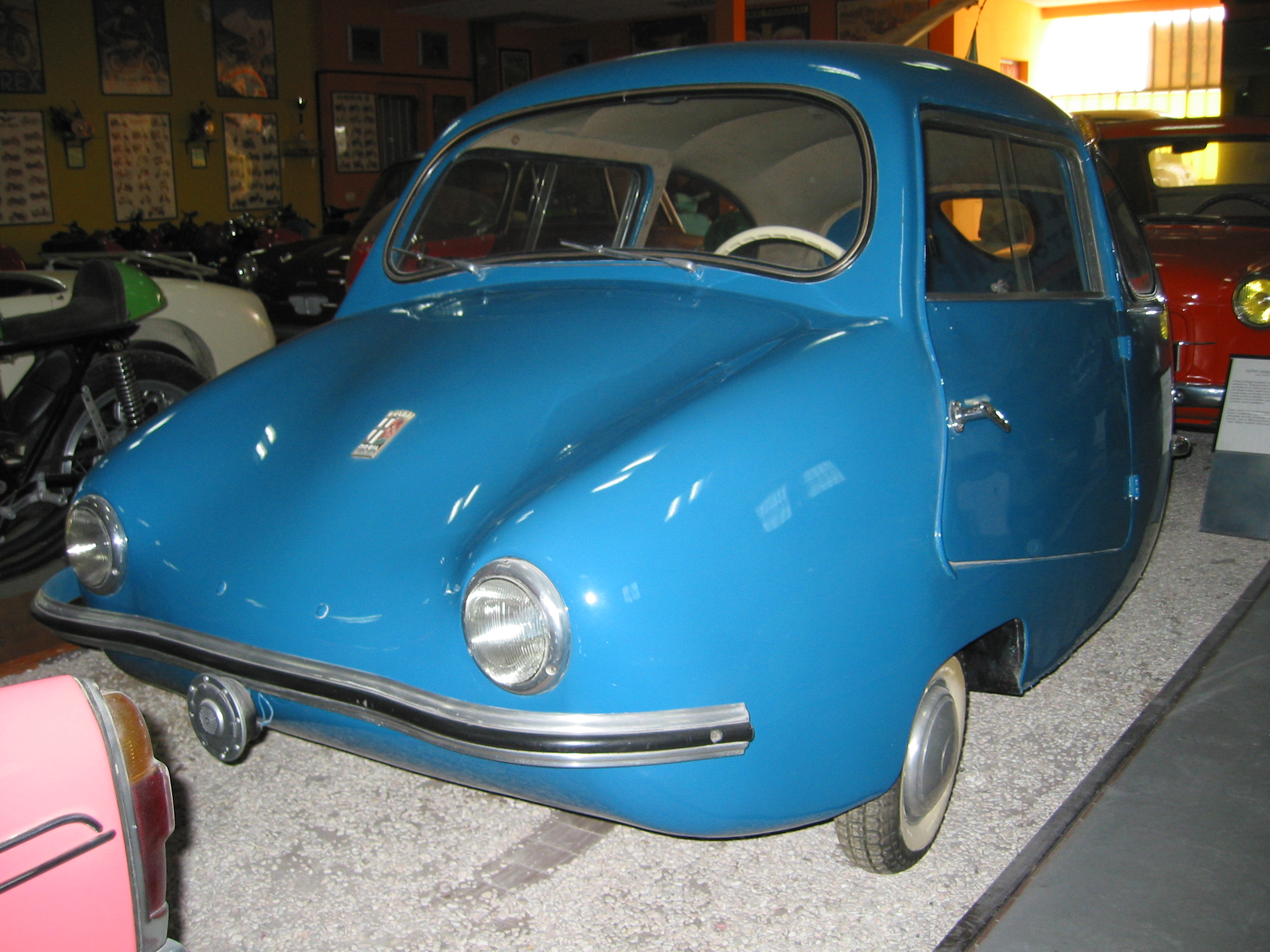
Fuldamobil NWF 200

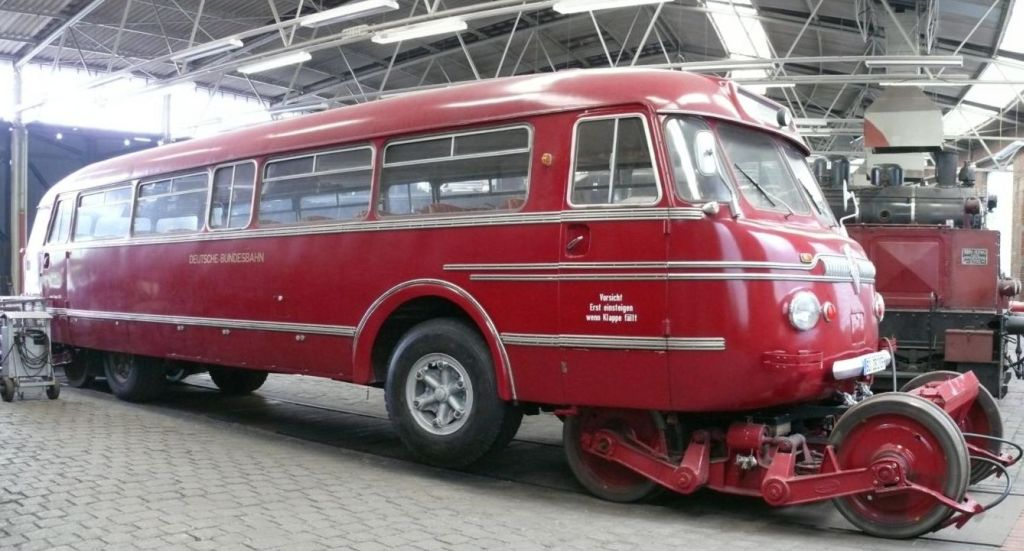
Schi-Stra-Bus

Die Nordwestdeutscher Fahrzeugbau GmbH – abgekürzt NWF – war ein Karosseriebauunternehmen, Nutzfahrzeughersteller und Automobilhersteller mit Sitz in Mariensiel bei Wilhelmshaven, der sich in seiner kurzen Geschichte vor allem durch den außergewöhnlichen Schienen-Straßen-Bus, auch kurz Schi-Stra-Bus genannt, einen Namen gemacht hat.

## Geschichte
NWF wurde 1946 gegründet und beschäftigte sich zunächst mit der Produktion sowie Reparatur von Transportfahrzeugen, Anhängern und Eisenbahn-Ersatzteilen. Ab 1948 entstanden Omnibusse auf Fahrgestellen von Ford, Borgward und Büssing. Ein Jahr später beteiligte sich Krauss-Maffei an dem Unternehmen. Nach Plänen des Flugzeug-Konstrukteurs Henrich Focke konstruierte man gemeinsam den Leichtbau-Omnibus KML 90 mit selbsttragender Gitterbauweise und Heckmotor in Stromlinienform, der auf der IAA 1951 präsentiert wurde. NWF vermarktete den Leichtmetall-Omnibus mit Ford-Hercules-Dieselmotor als NWF FS (Ford-Schnellbus), mit Deutz-Dieselmotor als NWF BK 4 (Bus klein mit Vierzylindermotor F4L 614), als BK 6 und BS (mit Sechszylindermotor F6L 614).
Der NWF-Prototyp von 1951 hatte noch einen 95 PS leistenden Ford-Ottomotor mit acht Zylindern in V-Form.
Für die Deutsche Bundesbahn baute man im selben Jahr zwei Prototypen eines Omnibusses als Zweiwegefahrzeug unter dem Namen Schi-Stra-Bus. Diese zweiachsigen Busse konnten normal auf der Straße fahren. Durch das hydraulische Anheben des Fahrzeugs und dann Untersetzen je eines Drehgestells mit Eisenbahn-Radsätzen vorn und hinten war es zusätzlich schienentauglich. Der Antrieb auf der Schiene erfolgte über die Reifen der Hinterachse, während die Lenkung der Vorderachse arretiert wurde. Es wurden 50 Stück bestellt. Da sich die Konzeption in der Praxis allerdings nicht bewährte, kamen tatsächlich nur 15 dieser Zweiwege-Fahrzeug zum Einsatz. Das wahrscheinlich einzige verbliebene Exemplar wird im Eisenbahnmuseum Bochum-Dahlhausen aufbewahrt.
Daneben war das Unternehmen als Aufbauhersteller tätig. Vor allem wurden Fahrgestelle für Omnibusse, besonders Oberleitungsbusse (auch doppelstöckige für die HHA), karossiert, aber auch die Karosserien der Batterie-elektrischen Paketpostwagen für die Deutsche Bundespost von Lloyd und der Maschinenfabrik Esslingen.
Außerdem wurde zwischen März 1954 und August 1955 das Fuldamobil in Lizenz produziert und als Fuldamobil NWF 200 verkauft, für das in Lohne ein Montagewerk errichtet wurde. Es entstanden 701 Exemplare.
Der NWF und Krauss-Maffei kamen darin überein, die Zusammenarbeit zum 1. Januar 1955 zu beenden. Am 18. November 1955 musste der NWF Insolvenz anmelden.

## Produktionsstätten
Die Produktionsstätten des Nordwestdeutschen Fahrzeugbaus befanden sich im südwestlichen Geländeteil des ehemaligen Marine-Artilleriearsenals Mariensiel bei Wilhelmshaven. Das Gelände zwischen der Planck- und Bunsenstraße führt den Namen „Industriegebiet West“.